# August Wittgenstein
August-Frederik Prinz zu Sayn-Wittgenstein-Berleburg (Siegen, 22 de enero de 1981), conocido artísticamente como August Wittgenstein, es un actor alemán de cine y televisión.

## Filmografía seleccionada
- Das Boot (serie) (El submarino). Serie de televisión alemana de 8 capítulos dirigida por Andreas Prochaska y estrenada en 2018. Está basada en la novela del mismo nombre  escrita por Lothar-Günther Buchheim.[2]
- Deadwind. Serie de televisión.
- Ein Lächeln nachts um vier (Sonrisa de madrugada). Película alemana para televisión estrenada en 2017.[3]
- Maus. Largometraje dirigido por Gerardo Herrero estrenado en 2017.[4]
- Open Desert (Bajo el sol del desierto). Coproducción entre Alemania y Estados Unidos estrenada en 2013. Fue dirigida por Robert Krause.[5]